# Scărișoara (okręg Alba)
Scărișoara – wieś w Rumunii, w okręgu Alba, w gminie Scărișoara. W 2011 roku liczyła 718 mieszkańców.